# Ayawaso Central Municipal District
Der Distrikt Ayawaso Central Municipal District ist einer von 29 Distrikten der Greater Accra Region in Ghana. Er hat eine Größe von 6,4 km² und 94.831 Einwohner (2021). 

## Geschichte
Ursprünglich war der Distrikt Teil des damals größeren Accra Metropolitan District, bis ein kleiner Teil des Distrikts am 9. Februar 2019 abgetrennt wurde, um den Ayawaso Central Municipal District zu bilden; der verbleibende Teil wurde somit als Accra Metropolitan District beibehalten. Der Bezirk befindet sich im zentralen Teil der Greater Accra Region und hat Kokomlemle als Hauptstadt.

## Einwohnerentwicklung
Die folgende Übersicht zeigt die Einwohnerzahlen nach dem jeweiligen Gebietsstand.
| Jahr | Einwohner |
| ---- | --------- |
| 2010 | 142.322   |
| 2021 | 94.831    |